# TYASA
TYASA, offiziell TA 2000 S.A. de C.V. und früher Talleres y Aceros, ist ein mexikanisches Unternehmen der Stahlerzeugung mit Firmensitz in Ixtaczoquitlán, westlich von Córdoba. Die Rechtsform ist Aktiengesellschaft mit variablem Kapital (spanisch Sociedad Anónima de Capital Variable).

## Geschichte
Gegründet wurde das Unternehmen eigenen Angaben zufolge im Jahr 1980 und die Inbetriebnahme des Walzwerks 1985 schloss den operativen Start. Acht Jahre später wurde 1993 ein 45-Tonnen-Lichtbogenofen in Betrieb genommen.
Im Herbst 2014, zu diesem Zeitpunkt lautete die Firmierung noch Talleres y Aceros, erhielt der metallurgische Anlagenbauer Primetals Technologies die Endabnahmebescheinigung für ein neues Kompaktstahlwerk mit einer Kapazität von 1,2 Millionen Tonnen Stahl pro Jahr am Standort Ixtaczoquitlan. Dem Anlagenbauer zufolge kam hier erstmals ein Elektrolichtbogenofen vom Typ EAF Quantum zum Einsatz. Darüber hinaus betreibt das Familienunternehmen TYASA noch ein weiteres Werk in Mérida, der Hauptstadt des mexikanischen Bundesstaats Yucatán.
Acht Jahre später im September 2022 teilte Primetals Technologies mit, dass der Stahlerzeuger, dessen Firmierung zwischenzeitlich auf TA 2000 umgestellt wurde, einen Doppelpfannenofen bestellt habe. In seiner Mitteilung gab der Anlagenbauer auch an, dass 2400 Mitarbeiter für TYASA tätig seien.